# Јеврем Грбовић
Јеврем Грбовић (Пошћенски Крај, код Жабљака, 1908 — Кладањ, 10. јул 1943), учесник Народноослободилачке борбе и народни херој Југославије.

## Биографија
Рођен је 1908. године у селу Пошћенски Крај, код Жабљака. Потицао је из сиромашне сељачке породице. Основну школу је завршио у родном месту, а гимназију и Учитељску школу у Никшићу.
Школовао се у веома тешким условима, јер је долазио породице слабог имовинског стања. То га је као ученика Учитељске школе определило да се прикључи омладинској револуцинорној омладини. Након завршетка школовања службовао је као учитељ по селима Дурмиторског среза. Поред образовног рада са ђацима, Јеврем је политички радио са старијима, посебно родитељима својих ђака. На Конференцијама и разним другим скуповима, отворено је говорио против тадашњег режима. Био је познат као присталица политике тада илегалне Комунистичке партије Југославије (КПЈ) и чето је прикупљао помоћ за породице похапшених комуниста.
Након окупације Југославије, 1941. године, Јеврем је активно учествовао у припремам оружаног устанка у свом крају. У току Тринаестојулског устанка био је командир једне борбене групе. Већ у првим борбама, приликом уништавња италијанске посаде у Жабљаку, истакао се храброшћу. Касније је био борац и командир чете у Језерско-шаранском батаљону, са којим је учествовао у борбама према Гацку, Никшићу, Пљевљима и на Сињајевини. У току 1941. године примљен је у чланство Комунистичке партије Југославије (КПЈ).
Када је јуна 1942. године формирана Четврта пролетерска црногорска ударна бригада, с већином бораца своје чете је ушао у састав Петог батаљона. Као већ искусан руководилац, у Петом батаљону је био постављен за командира Треће чете. Са овом четом учествовао је у свим борбама на ратном путу Четврте пролетерске бригаде — око Горњег Вакуфа, Купреса, Бугојна и др.
Посебно се истакао у нападу на Купрес, августа 1942. године, када је међупрвима упао у непријатељске бункере и тукао непријатеља. У жестоким борбама на правцима Доњи Вакуф—Травник и Јајце—Травник, био је међу првим борцима. Истакао се и приликом ослобођења Ливна, децембра 1942. године, када је са својом четом одолео јуришима више од 500 усташа, који су борбом на живот и смрт покушавали да се из опкољеног Ливна према Дувну. Тада је својом упорношћу допринео уништењу ове усташке групе.
У тешким борбама код Стрмице и око Книна, као и приликом ослобођења Имотског, исказао је своју умешност руковођењем. Код Книна је успео да после седам узастопних јуриша заузме непријатљеске положаје, а у борбама око Невесиња је са својом четом први заузео висове планине Црвањ и тиме онемогућио четницима да зађу иза леђа главнини Петог батаљона. Током битке на Сутјесци, са борцима своје чете је на Тјентишту и у долини реке Хрчавке, пуних девет часова је одбијао јурише Немаца, који су по сваку цену хтели да онемогуће повезивање Седме банијске дивизије с главним снагама Прве и Друге пролетерске двизије.
Након Сутјеске, његова Четврта пролетерска бригада је учествовала у ослобођењу Олова, а потом предузела напад на Кладањ. Ово је било јако усташко упориште и називанао је „Купрес источне Босне”. Неколико стотина усташа, помогнута авијацијом, грчевито је пружало отпор. Пети батаљон је 20. јула 1943. године, поново био на положајима изнад Кладња, где је водио тешке борбе против Немаца и усташа. Немачка авијација тукла је партизанске положаје. Од експлозије једне авионске бомбе Јеврем је остао без обе ноге. Тешко рањен је извршио самоубиство, како не би пао у заробљеништво.
Указом Президијума Народне скупштине Федеративне Народне Републике Југославије 20. децембра 1951. године, проглашен је за народног хероја.